# Hospital Griffin
O Hospital Griffin é um hospital comunitário com 160 camas localizado em Derby, Connecticut. O hospital serve mais de 130.000 habitantes no Menor Naugatuck Vale. O hospital é o maior empregador de Derby e um dos maiores do Condado de New Haven.